# Соколов Борис Вадимович
Борис Вадимович Соколов (2 січня 1957, Москва) — радянський та російський історик і публіцист, літературознавець, критик, доктор філологічних (МДУ, 1992) і кандидат історичних (Інститут етнографії АН СРСР, 1986) наук, професор кафедри соціальної антропології Російського державного соціального університету (до вересня 2008 року), дослідник життя і творчості Михайла Булгакова, а також історії Великої Вітчизняної війни, член Російського ПЕН-центру, член ради видавничих програм і наукових проєктів АІРО-XXI. Постійний автор сайту «Грані.ру», колумніст газети ФЕГР «Єврейське слово».

## Біографія
Закінчив географічний факультет МГУ (1979) і заочну аспірантуру Інституту етнографії АН СРСР, де в 1986 році захистив дисертацію на здобуття наукового ступеня кандидата історичних наук за спеціальністю «Етнографія, етнологія та антропологія» по темі «Британська метаетніча спільнота за межами Британських островів». У 1992 році на філологічному факультеті МГУ захистив дисертацію на здобуття наукового ступеня доктора філологічних наук за темою «Творча історія роману Михайла Булгакова „Майстер і Маргарита“» (перша докторська дисертація по Булгакову в Росії і СРСР).

## Громадянська позиція
Засуджував агресивну політику РФ відносно Грузії.
У березні 2010 року підписав звернення російської опозиції «Путін повинен піти».
У березні 2015 року, коментуючи анексію Криму Російською Федерацією, Соколов заявив: «Взяли територію, яка, за великим рахунком, Росії просто не потрібна. У неї немає ніякої цінності для Росії — ні військово-стратегічної, ні економічної, ні культурної».
У травні 2018 року приєднався до заяви російських літераторів на захист українського режисера Олега Сенцова, незаконно засудженого у РФ.
Наприкінці січня 2022 року, разом з іншими деякими відомими вченими, письменниками, журналістами, правозахисниками Росії виступив проти можливої війни з Україною та підписав «Заяву прихильників миру проти Партії Війни у російському керівництві», яка була опублікована на сайті видання «Ехо Москви».
21 лютого 2022 року, підписав відкритий колективний лист російського Конгресу інтелігенції «Ви будете прокляті!» Паліям війни", в якому йдеться про історичну відповідальність влади РФ за розпалювання «великої війни з Україною».